# Nicholas Kaufmann
Nicholas Kaufmann (* 1. Dezember 1892 in Berlin; † 5. Mai 1970 in Wiesbaden) war ein deutscher Arzt und Filmregisseur.

## Leben
Nicholas Kaufmann praktizierte nach dem Studium der Medizin und von Naturwissenschaften an der Berliner Charité. Er war Mitarbeiter von Ernst von Bergmann, Professor für Chirurgie, der um 1900 einen der ersten medizinischen Filme, Unterschenkelamputation, drehen ließ. 1929 wechselte Kaufmann zur Kulturabteilung der UFA und spezialisierte sich auf die Erstellung medizinischer und naturwissenschaftlicher Filme. Zudem leitete er anfangs das Medizinische Filmarchiv, das der Kulturabteilung der UFA unterstand.
Kaufmanns Filme gelten mit als stilbildend für den Kulturfilm, ca. 15 Minuten dauernde  Informationsfilme, die vor dem eigentlichen Hauptfilm im Kino gezeigt wurden. 1920 kam sein vierteiliger Aufklärungsfilm Die Geschlechtskrankheiten und ihre Folgen in die Kinos, der allerdings 1921 nachzensiert wurde und nur noch mit Begleitvortrag sowie vor Jugendlichen nach Geschlechtern getrennt gezeigt werden durfte.
International erfolgreich war der ca. 100 Minuten lange Film Wege zu Kraft und Schönheit (in neun Teilen), den Kaufmann 1925 gemeinsam mit Wilhelm Prager schrieb und bei dem er als wissenschaftlicher Berater wirkte. Der Film propagierte eine gesunde Lebensführung mit sportlicher Betätigung; er erregte besonderes Aufsehen wegen einiger Szenen mit nackten Körpern.
1927 übernahm Nicholas Kaufmann die Leitung der UFA-Kulturabteilung. Nach der Machtübernahme der Nationalsozialisten wurde er Leiter einer eigenen Herstellungsgruppe; 1938 übernahm er wieder die Gesamtleitung der Abteilung. In dieser Funktion war er den NS-Machthabern zu Diensten: „Kriegserziehungsfilm und Kulturfilm stehen unter dem Totalitätsanspruch des deutschen Freiheitskampfes [...] die allgemeinverständliche Erklärung zahlreicher Maßnahmen zum Schutz unseres Volkslebens und vor allem der vorbildlichen und sorgsamen Betreuung unserer Wehrmacht stellen diesen Filmen eine große Fülle von Aufgaben“, schrieb er etwa 1943 in einer Schrift zum 25-jährigen Jubiläum der UFA. Schon vor 1933 propagierten seine Filme eine NS-nahe Ideologie, wie etwa Natur und Liebe (1927), der die Entwicklung des menschlichen Lebens und die „Entstehung der Menschenrassen“ thematisierte. In den Schluss-Sequenzen des Films wurden „verschiedene Menschenrassen mit dem Ausblick auf eine Höherentwicklung der Menschheit“ dargestellt.
1944 setzte sich Kaufmann mit Hilfe des Berufskollegen Martin Rikli in die Schweiz ab; seine Vorfahren stammten dorther und er besaß auch die Schweizer Staatsbürgerschaft. Er ließ sich im Tessin nieder und drehte einige Filme für Schweizer Firmen. Nach 1949 kam er regelmäßig nach Deutschland zurück, zog dann nach Wiesbaden und später wieder zurück nach Berlin. Beruflich konnte er jedoch nicht mehr Fuß fassen, da das Interesse an seiner Art von „Kulturfilmen“ stark zurückgegangen war.
Nicholas Kaufmann war der Sohn des seinerzeit weltberühmten Kunstradfahrers Nick Kaufmann, der im Film Wege zu Kraft und Schönheit in einer kurzen Sequenz auch zu sehen ist.

## Filmografie (Auswahl)
(Tätigkeit als Regisseur, Drehbuchautor oder Produzent)
- 1919–1921: Die Wirkung der Hungerblockade auf die Volksgesundheit
- 1920: Die Geschlechtskrankheiten und ihre Folgen
- 1920: Krüppelnot und Krüppelhilfe
- 1920: Die Pocken, ihre Gefahren und ihre Bekämpfung
- 1921: Die weiße Seuche. Entstehung, Gefahren und Bekämpfung der Tuberkulose. (1921)
- Das Paradies Europas. Bild vom Schweizer Volk und seinen Bergen (1924/1925)
- Wege zur Kraft und Schönheit (1925)
- Falsche Scham – Vier Episoden aus dem Leben eines Arztes (1926)
- Tänze aus aller Welt (1927)
- Wunder der Tierwelt im Wasser (1931)
- Goethe (1932)
- Wolkenkratzer in Südarabien (1933)
- Straßen ohne Hindernisse! Ein Film über die Reichsautobahnen (1934/1935)
- Röntgenstrahlen (1937)
- Post nach den Halligen (1944)
- Menschen unter Haien (1947) – mit Hans Hass
- Dämonisches Afrika (1952)
- Gold und Hormone (1953)
- Deutsche Heimat im Osten (1961)

## Veröffentlichungen
- Filmtechnik und Kultur. Stuttgart/Berlin 1931
- Der Film als Dokument. In: Katalog der Kultur-Filme der UFA. Berlin, UFA, Auslands-Ausgabe, 1941/42. S. 7–8
- Neue Kulturfilme. In: Der Deutsche Film, Heft 2/3, 6. Jhg., Aug./Sept. 1941, S. 45
- Film und Medizin. In: Ciba-Zeitschrift. Nr. 108, November 1947
- Der Film im Dienst der Volksgesundheit. Deutsches Gesundheits-Museum, Zentralinst. f. Gesundheitserziehg e. V., Köln 1954.